# In Mourning
In Mourning – szwedzki zespół grający progresywny melodic death metal, założony w 2000 roku w Falun.
W początkowym okresie działalności (2000–2001) grupa wykonywała metal gotycki, w kolejnych latach zmieniając styl na progresywny melodic death metal.
Pierwsze demo zawierające cztery utwory, zatytułowane In Mourning, zespół wydał własnym nakładem w roku 2000. W późniejszych latach grupa nagrała jeszcze cztery płyty demo: Senseless (2002), Need (2003), Confessions of the Black Parasite (2004) i Grind Denial (2006).
W sierpniu 2007 roku In Mourning nagrało w Black Lounge Studio (Avesta, Szwecja) debiutancki album, który wyprodukował Jonas Kjellgren, zaś w październiku zespół podpisał kontrakt z norweską wytwórnią Aftermath Music. Płyta pod tytułem Shrouded Divine miała premierę 2 stycznia 2008 roku. 20 listopada 2009 roku, nakładem włoskiej wytwórni Kolony Records, ukazała się limitowana reedycja (500 sztuk) debiutanckiego albumu In Mourning na  płycie gramofonowej z nowym opracowaniem graficznym.
W maju 2009 roku zespół podpisał z wytwórnią Pulverised Records kontrakt na wydanie dwóch albumów, zaś w sierpniu rozpoczął prace nad nową płytą, ponownie decydując się na Black Lounge Studio i współpracę z Jonasem Kjellgrenem. Album zatytułowany Monolith ukazał się 25 stycznia 2010 roku. Okładkę zaprojektował Travis Smith (autor okładek m.in. do Blackwater Park grupy Opeth i Night Is the New Day grupy Katatonia).

## Muzycy
|  | - Tobias Netzell – gitara, śpiew - Björn Pettersson – gitara - Tim Nedergård – gitara - Pierre Stam – gitara basowa - Christian Netzell – perkusja | - Jennica Dahlman – śpiew (2000–2002) - Maria Eriksson – instrumenty klawiszowe (2000–2002) - Tommy Eriksson – gitara (2000–2002) - David Berglund – śpiew (2003–2004) - Einar Jonsson – kontrabas (2004) |

## Dyskografia

### Dema
- In Mourning (2000)
- Senseless (2002)
- Need (2003)
- Confessions of the Black Parasite (2004)
- Grind Denial (2006)

### Albumy studyjne
- Shrouded Divine (2008)
- Monolith (2010)
- The Weight Of Oceans (2012)
- Afterglow (2016)
- Garden Of Storms (2019)
- The Bleeding Veil (2021)

### Albumy koncertowe
- Live at Z7 (2021)
- Live in Valley Sound Studio (2022)